# Aiguèze
Aiguèze est une commune française située dans le nord-est du département du Gard en région Occitanie, classée parmi les Plus Beaux Villages de France,.
Exposée à un climat méditerranéen, elle est drainée par l'Ardèche, le Valat d'Aiguèze, le Valat de Saint-Christol et par divers autres petits cours d'eau. La commune possède un patrimoine naturel remarquable : deux sites Natura 2000 (la « basse Ardèche urgonienne » et la « basse Ardèche »), un espace protégé (la réserve naturelle nationale des gorges de l'Ardèche) et quatre zones naturelles d'intérêt écologique, faunistique et floristique.
Aiguèze est une commune rurale qui compte 212 habitants en 2022, après avoir connu un pic de population de 714 habitants en 1821. Elle fait partie de l'aire d'attraction de Pont-Saint-Esprit. Ses habitants sont appelés les Aiguezois ou  Aiguezoises.
Le patrimoine architectural de la commune comprend cinq immeubles protégés au titre des monuments historiques : le pié de Mounié, classé en 1889, la maison Yence, classée en 1903, une maison Renaissance (mairie), inscrit en 1993, une maison (grenier-des-Évêques), inscrit en 1995, et le site de la Magdeleine, inscrite en 1995.

## Géographie
| Le Garn                    | Saint-Remèze | Bidon                                         |
| Laval-Saint-Roman          | Aiguèze      | Saint-Marcel-d'Ardèche Saint-Martin-d'Ardèche |
| Saint-Christol-de-Rodières | Salazac      | Saint-Julien-de-Peyrolas                      |

### Localisation
Au sud des gorges de l'Ardèche face à Saint-Martin-d'Ardèche, nous trouvons la commune d'Aiguèze. Elle est limitrophe avec Le Garn, Laval-Saint-Roman, Saint-Christol-de-Rodières, Salazac et Saint-Julien-de-Peyrolas dans le Gard. Au nord elle partage sa limite, l'Ardèche, avec Saint-Remèze et Bidon dans le département voisin.

### Géologie et relief
Depuis la Révolution, qui lui fit perdre les terroirs des communes actuelles de Laval-Saint-Roman dans le Gard et de Saint-Martin-d'Ardèche en Ardèche, la commune est en grande partie constituée de bois et de garrigues en bordure du vaste plateau urgonien (altitude moyenne 300 à 400 m) que trouent les gorges de l'Ardèche : toute la moitié sud du canyon est sur son territoire. Le village qui, vu de l'Ardèche côté nord, est en raide surplomb sur la rivière, se trouve en fait dans une légère combe, sur une faille propice aux sources ou résurgences - d'où son nom qui rappelle l'eau, aigo. Une étroite paroi calcaire verticale exhausse le bord de la falaise et a permis l'installation précoce d'une forteresse (restes de donjon et de tour des XIe et XIIe siècles dominant au sud le village, au nord toute la perspective de fin de l'Ardèche jusqu'au Rhône et au mont Ventoux). Le reste du terroir est composé d'alluvions anciennes, souvent caillouteux, propice au vignoble et à l'olivier, avec le vallonnement du ruisseau ou vallat d'Aiguèze au lit partiellement asséché (moulin ancestral de la Roquette).[réf. nécessaire]

### Hydrographie
La région est soumise à des épisodes méditerranéens ; ainsi le 9 août 2018, lors d'une crue du Valat d'Aiguèze, ce dernier est devenu un « torrent de quinze mètres de large. »

### Climat
Pour des articles plus généraux, voir Climat de l'Occitanie et Climat du Gard.
En 2010, le climat de la commune est de type climat méditerranéen altéré, selon une étude s'appuyant sur une série de données couvrant la période 1971-2000. En 2020, Météo-France publie une typologie des climats de la France métropolitaine dans laquelle la commune est exposée à un climat méditerranéen et est dans la région climatique Provence, Languedoc-Roussillon, caractérisée par une pluviométrie faible en été, un très bon ensoleillement (2 600 h/an), un été chaud (21,5 °C), un air très sec en été, sec en toutes saisons, des vents forts (fréquence de 40 à 50 % de vents > 5 m/s) et peu de brouillards.
Pour la période 1971-2000, la température annuelle moyenne est de 12,9 °C, avec une amplitude thermique annuelle de 17,7 °C. Le cumul annuel moyen de précipitations est de 881 mm, avec 6,4 jours de précipitations en janvier et 3,5 jours en juillet. Pour la période 1991-2020, la température moyenne annuelle observée sur la station météorologique la plus proche, située sur la commune de Pont-Saint-Esprit à 9 km à vol d'oiseau, est de 14,2 °C et le cumul annuel moyen de précipitations est de 829,8 mm,. Pour l'avenir, les paramètres climatiques de la commune estimés pour 2050 selon différents scénarios d'émission de gaz à effet de serre sont consultables sur un site dédié publié par Météo-France en novembre 2022.

### Milieux naturels et biodiversité

#### Espaces protégés
La protection réglementaire est le mode d’intervention le plus fort pour préserver des espaces naturels remarquables et leur biodiversité associée,.
Un  espace protégé est présent sur la commune : 
la réserve naturelle nationale des gorges de l'Ardèche, classée en 1980 et d'une superficie de 1 946 ha, constitue un des sites naturels les plus remarquables de France, alliant paysage monumental de falaises couvertes de garrigue et de forêt de chênes verts, patrimoine géologique et archéologique. Elle protège plus d’un millier d’espèces végétales et animales : aigle de Bonelli, vautour percnoptère, faucon pèlerin, etc,.

#### Réseau Natura 2000

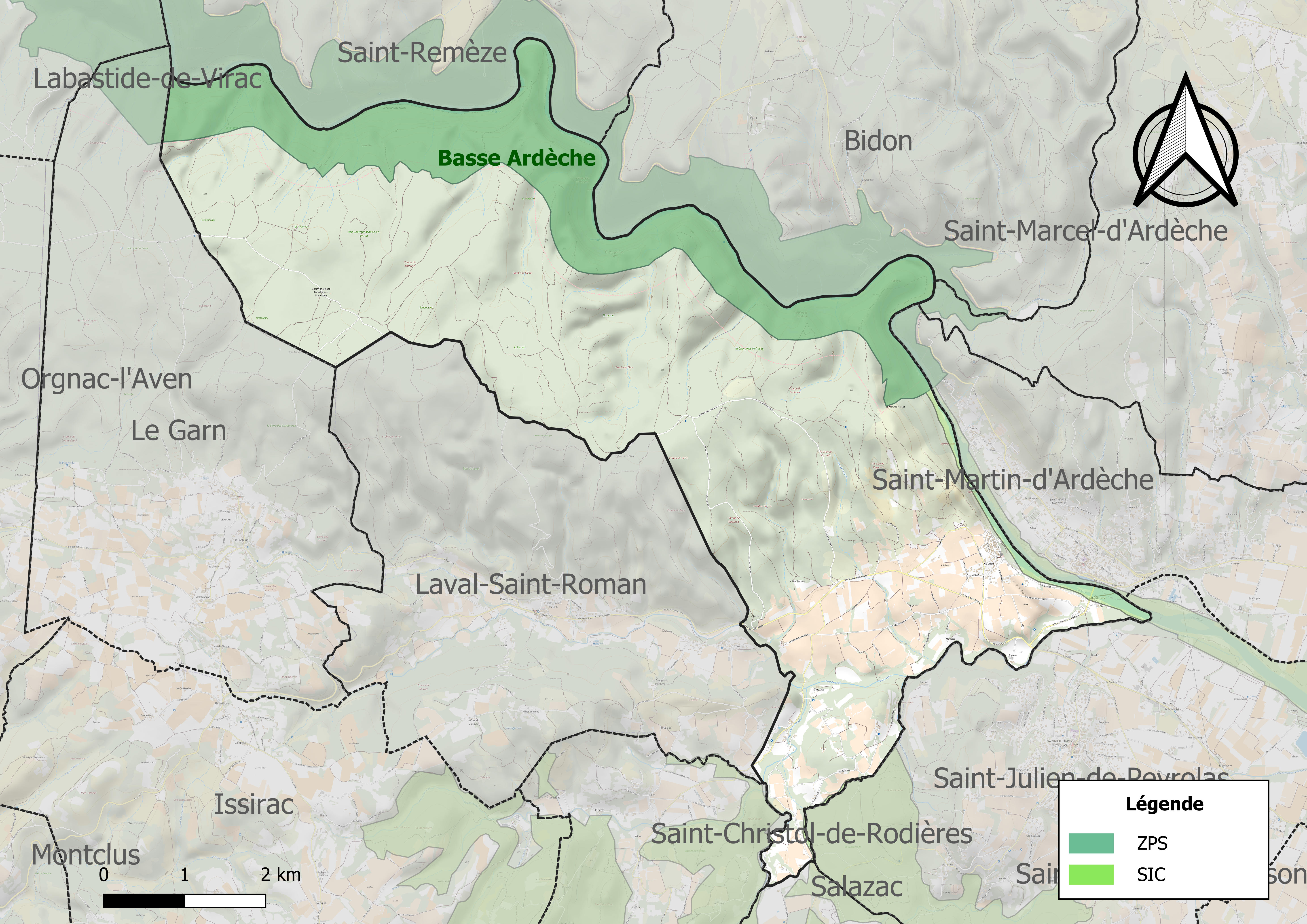
Site Natura 2000 sur le territoire communal.

Le réseau Natura 2000 est un réseau écologique européen de sites naturels d'intérêt écologique élaboré à partir des directives habitats et oiseaux, constitué de zones spéciales de conservation (ZSC) et de zones de protection spéciale (ZPS).
Un site Natura 2000 a été défini sur la commune au titre de la directive habitats :
- la « basse Ardèche urgonienne », d'une superficie de 6 851,3 ha[16]

et un au titre de la directive oiseaux : 
- la « basse Ardèche », d'une superficie de 6 059 ha[17].

#### Zones naturelles d'intérêt écologique, faunistique et floristique
L’inventaire des zones naturelles d'intérêt écologique, faunistique et floristique (ZNIEFF) a pour objectif de réaliser une couverture des zones les plus intéressantes sur le plan écologique, essentiellement dans la perspective d’améliorer la connaissance du patrimoine naturel national et de fournir aux différents décideurs un outil d’aide à la prise en compte de l’environnement dans l’aménagement du territoire.
Une ZNIEFF de type 1 est recensée sur la commune :
le « basse Ardèche » (221 ha), couvrant 4 communes du département et trois ZNIEFF de type 2, : 
- le « basse Ardèche » (1 655 ha), couvrant 5 communes du département[20] ;
- le « massif du Bagnolais » (7 716 ha), couvrant 18 communes du département[21] ;
- les « plateaux calcaires méridionaux du Bas Vivarais » (8 289 ha), couvrant 7 communes du département[22].

Carte des ZNIEFF de type 1 et 2 à Aiguèze.
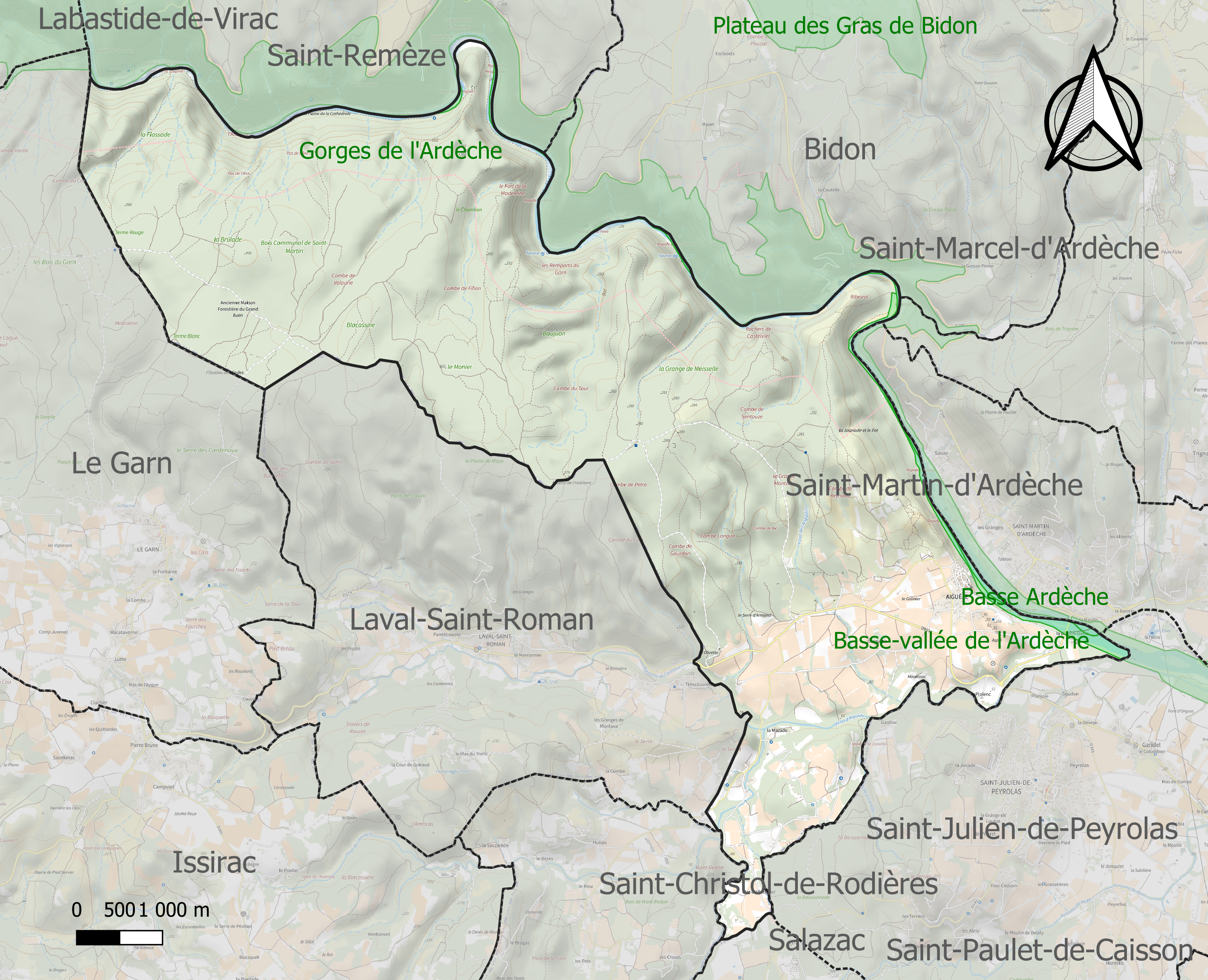
Carte de la ZNIEFF de type 1 sur la commune.
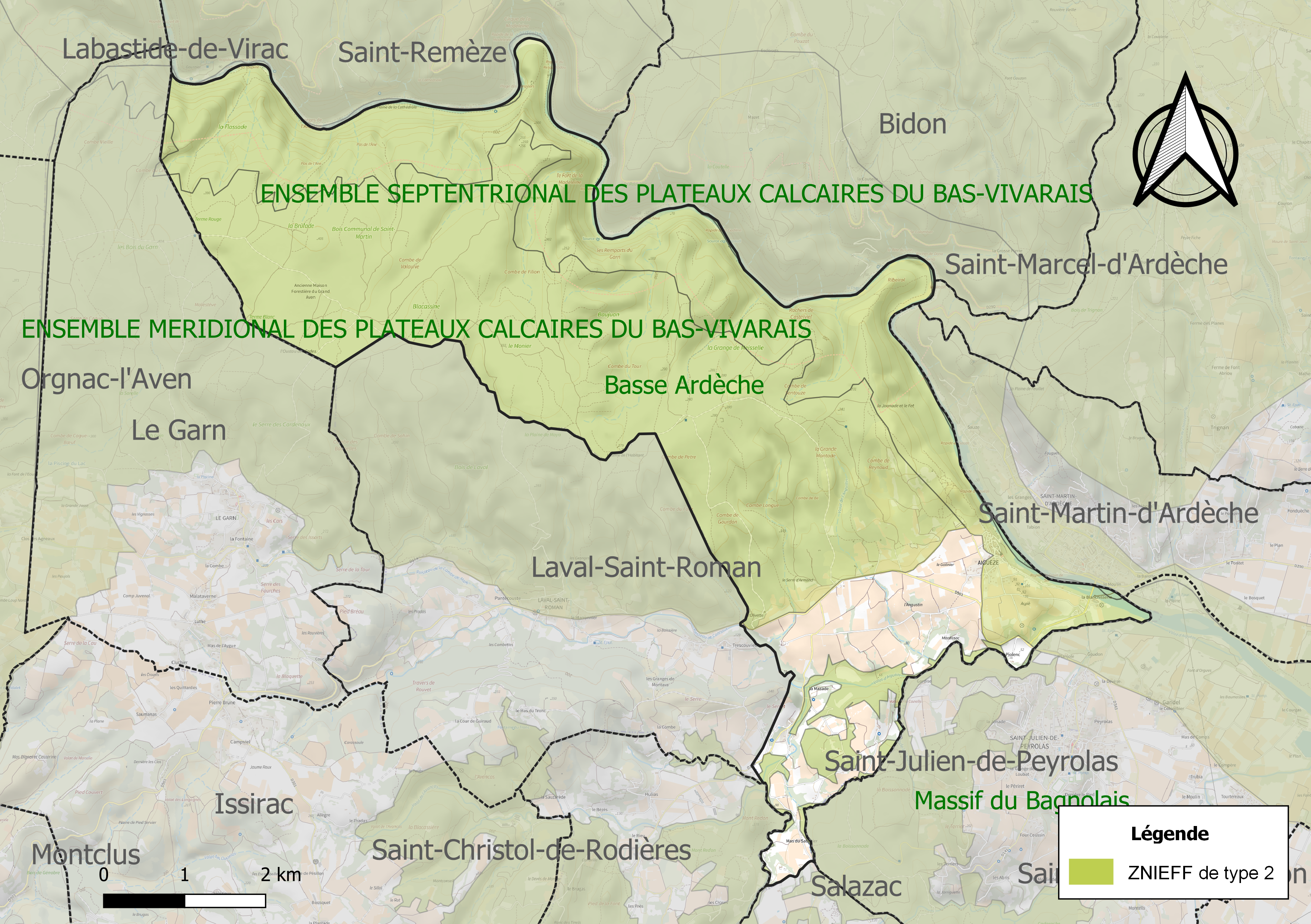
Carte des ZNIEFF de type 2 sur la commune.

## Urbanisme

### Typologie
Au 1er janvier 2024, Aiguèze est catégorisée bourg rural, selon la nouvelle grille communale de densité à sept niveaux définie par l'Insee en 2022.
Elle est située hors unité urbaine. Par ailleurs la commune fait partie de l'aire d'attraction de Pont-Saint-Esprit, dont elle est une commune de la couronne,. Cette aire, qui regroupe 5 communes, est catégorisée dans les aires de moins de 50 000 habitants,.

### Occupation des sols
L'occupation des sols de la commune, telle qu'elle ressort de la base de données européenne d’occupation biophysique des sols Corine Land Cover (CLC), est marquée par l'importance des forêts et milieux semi-naturels (82,6 % en 2018), une proportion identique à celle de 1990 (82,6 %). La répartition détaillée en 2018 est la suivante : 
forêts (73,9 %), cultures permanentes (14,4 %), milieux à végétation arbustive et/ou herbacée (8,7 %), zones agricoles hétérogènes (2,2 %), eaux continentales (0,8 %). L'évolution de l’occupation des sols de la commune et de ses infrastructures peut être observée sur les différentes représentations cartographiques du territoire : la carte de Cassini (XVIIIe siècle), la carte d'état-major (1820-1866) et les cartes ou photos aériennes de l'IGN pour la période actuelle (1950 à aujourd'hui).

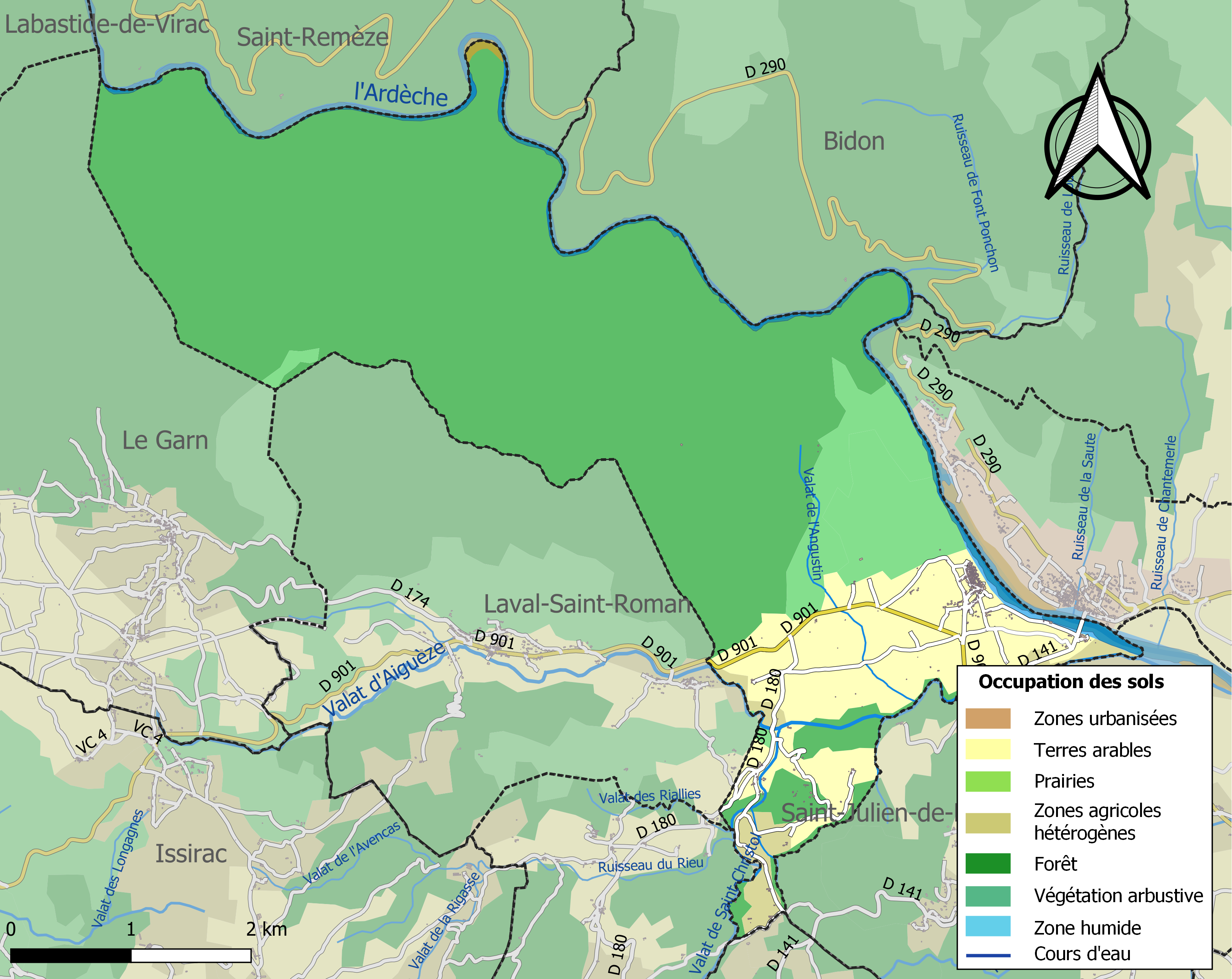
Carte des infrastructures et de l'occupation des sols de la commune en 2018 (CLC).

### Risques majeurs
Le territoire de la commune d'Aiguèze est vulnérable à différents aléas naturels : météorologiques (tempête, orage, neige, grand froid, canicule ou sécheresse), inondations, feux de forêts et séisme (sismicité modérée). Il est également exposé à un risque technologique, la rupture d'un barrage, et à un risque particulier : le risque de radon. Un site publié par le BRGM permet d'évaluer simplement et rapidement les risques d'un bien localisé soit par son adresse soit par le numéro de sa parcelle.

#### Risques naturels
Certaines parties du territoire communal sont susceptibles d’être affectées par le risque d’inondation par débordement de cours d'eau et par une crue à  débordement lent de cours d'eau, notamment l'Ardèche et le Valat d'Aiguèze. La commune a été reconnue en état de catastrophe naturelle au titre des dommages causés par les inondations et coulées de boue survenues en 1982, 1988, 1998, 2002 et 2018,.

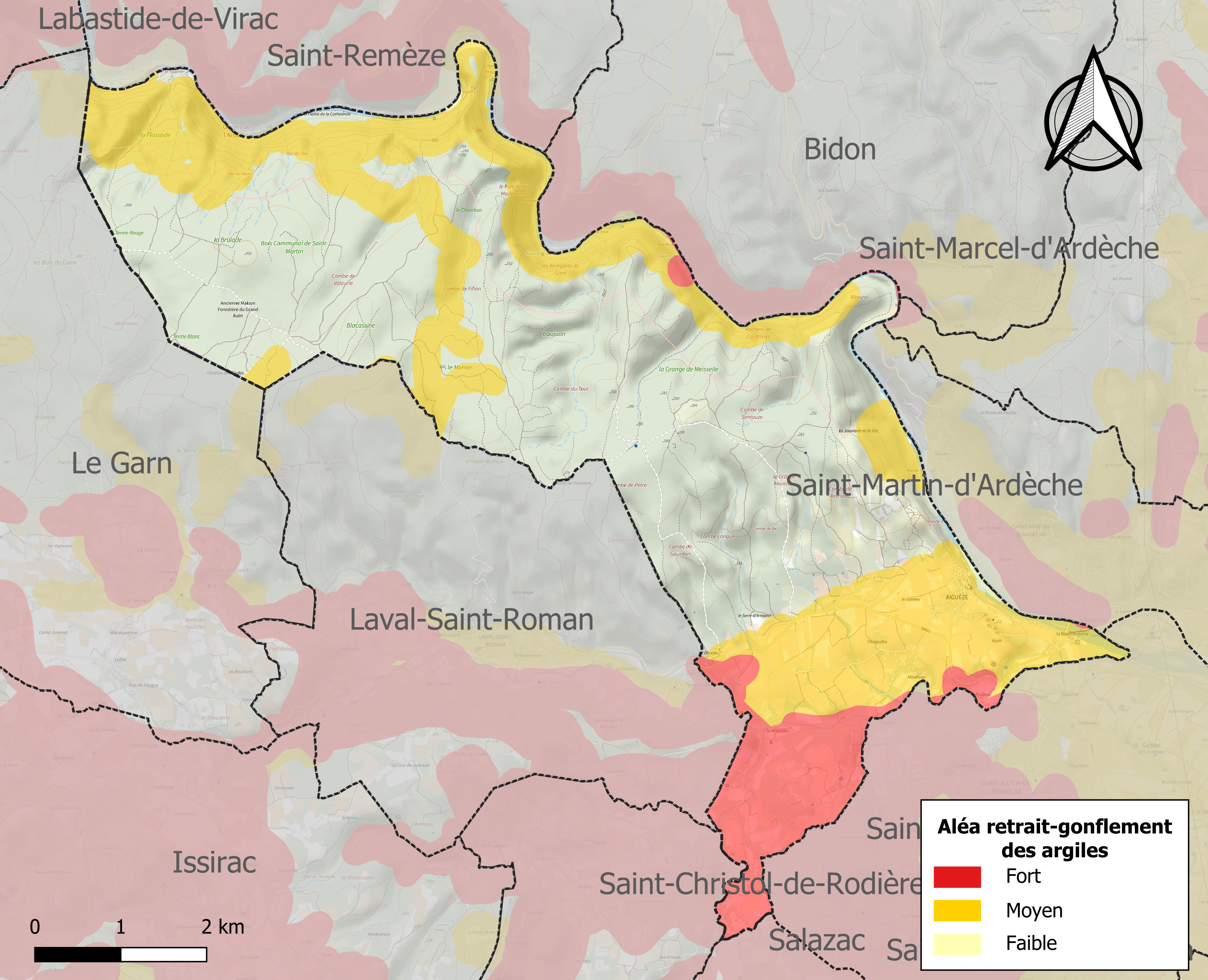
Carte des zones d'aléa retrait-gonflement des sols argileux d'Aiguèze.

Le retrait-gonflement des sols argileux est susceptible d'engendrer des dommages importants aux bâtiments en cas d’alternance de périodes de sécheresse et de pluie. 41,8 % de la superficie communale est en aléa moyen ou fort (67,5 % au niveau départemental et 48,5 % au niveau national). Sur les 179 bâtiments dénombrés sur la commune en 2019, 176 sont en aléa moyen ou fort, soit 98 %, à comparer aux 90 % au niveau départemental et 54 % au niveau national. Une cartographie de l'exposition du territoire national au retrait gonflement des sols argileux est disponible sur le site du BRGM,.
Par ailleurs, afin de mieux appréhender le risque d’affaissement de terrain, l'inventaire national des cavités souterraines permet de localiser celles situées sur la commune.

#### Risques technologiques
La commune est en outre située en aval du barrage de Villefort, un ouvrage de classe A doté d'un PPI et situé dans la Lozère. À ce titre elle est susceptible d’être touchée par l’onde de submersion consécutive à la rupture de cet ouvrage.

#### Risque particulier
Dans plusieurs parties du territoire national, le radon, accumulé dans certains logements ou autres locaux, peut constituer une source significative d’exposition de la population aux rayonnements ionisants. Certaines communes du département sont concernées par le risque radon à un niveau plus ou moins élevé. Selon la classification de 2018, la commune d'Aiguèze est classée en zone 2, à savoir zone à potentiel radon faible mais sur lesquelles des facteurs géologiques particuliers peuvent faciliter le transfert du radon vers les bâtiments.

## Toponymie
Le nom du village vient de celui du ruisseau, de l'occitan aigassa, « mauvaise eau, eau trouble ».

## Histoire
Perché sur la falaise qui domine l'Ardèche à la fin de ses gorges, la forteresse d'Aiguèze (XIe-XIIe siècle) évoque les rivalités entre les barons d'Aiguèze, vassaux des comtes de Toulouse, et les comtes-évêques de Viviers. La concurrence entre ces deux grands seigneurs se termine lors de la croisade contre les Albigeois et la victoire du roi de France allié au Pape.
Lors de la guerre de Cent Ans, la région est régulièrement ravagée par les grandes compagnies (soldats déserteurs et bandits de grand chemin) : c'est la période des Jacqueries. Dans la région, les Tuchins s'emparent de plusieurs cités, dont celle d'Aiguèze en enivrant la garnison. Le roi de France mobilise une véritable armée pour reprendre la forteresse qu'il détruit de fond en comble : en 1384, il reste neuf feux à Aiguèze, alors qu'aux temps de sa splendeur 500 hommes d'armes et plus d'un millier de personnes y vivaient. Aiguèze ne s'en remettra jamais. Dans la deuxième moitié du XVe siècle, la population est partiellement revenue. Un hôpital fortifié est construit. Au siècle suivant, l'église est agrandie (porche de 1552) et de nombreux bâtiments sont relevés. Dans bien des maisons, les rez-de-chaussée ont des voûtes romanes du XIe ou XIIe siècle, et les étages des fenêtres à meneaux Renaissance.
Le XIXe siècle est celui d'une relative prospérité agricole en polyculture et petit élevage. Une filature de soie s'installera sur la Roque surplombant l'Ardèche. À la fin du siècle, la crise du phylloxéra anéantit le vignoble. Le début du XXe siècle a deux visages : Aiguèze paie un lourd tribut à la Grande Guerre : un tiers des hommes valides n'en reviennent pas. Mais grâce notamment au mécénat de Mgr Fuzet, archevêque de Rouen et enfant du pays, Aiguèze change tout en conservant son caractère médiéval : autour de 1915, plantation de platanes, aménagement du jeu de boules, rénovation de l'église (clocher octogonal devenu gothique, fresques néo-gothiques de la nef), restauration de l'Escalo, chemin qui descend du Castelas jusqu'à l'Ardèche où se dressent les ruines de Borian, un ancien hameau de pêcheurs. Depuis 1905, un pont suspendu au quartier de la Blanchisserie relie Aiguèze à Saint-Martin-d'Ardèche. Sous l'impulsion de Robert Fruton, lié par sa femme et son beau-père Edmond Bascou, à la famille Romanet dont est issu Mgr Fuzet, l'église d'Aigueze a été restaurée à la fin du XIXe siècle (toiture, peintures intérieures, vitrail de la Nativité).[réf. nécessaire]

## Politique et administration

### Administration municipale
Le nombre d'habitants au dernier recensement étant compris entre 100 et 499, le nombre de membres du conseil municipal est de 11.

### Liste des maires
| Période                                  | Période                   | Identité          | Étiquette | Qualité                          |
| ---------------------------------------- | ------------------------- | ----------------- | --------- | -------------------------------- |
| Les données manquantes sont à compléter. |                           |                   |           |                                  |
| 1965                                     | 1972                      | Roland Chenivesse |           |                                  |
| 1972                                     | 1983                      | Jean Arnaud       |           |                                  |
| 1983                                     | 2001                      | Robert Coste      |           |                                  |
| 2001                                     | 2014                      | Roland Vincent    |           | retraité de la fonction publique |
| 2014                                     | 23 mai 2020               | Alain Chenivesse  | DVD       | Retraité                         |
| 23 mai 2020                              | En cours (au 26 mai 2020) | Charles Bascle    |           | Retraité                         |

### Rattachements administratifs et électoraux
Aiguèze a fait partie de la communauté de communes de Valcèzard  disparue aujourd'hui et est actuellement membre de la communauté d'agglomération du Gard rhodanien.

## Population et société

### Démographie
Les habitants s'appellent les Aiguezois.
Les habitants sont surnommés Rasclets par les habitants de Saint-Martin-d'Ardèche en bord de rivière, qu'eux-mêmes dénomment des Trempe-quieù. On se perd en conjectures sur le sens de ce surnom, lo rasclet étant en occitan, domaine provençal-rhodanien, un râle d'eau, oiselet présent localement. S'agit-il d'une éponymie au titre qu'un Aiguézois serait râleur, ou d'une métathèse par péri-francisation du verbe rascla/râcler, suggérant une âpreté sinon au gain, du moins à la conservation avide de ce qui est en propre ? Même le conte provençal de la vielha cabrassa d'Igueso qui ne voulait pas passer l'Ardèche, faisant choir lo Tonin et sa frenno dins l'aigo ne donne pas d'éclaircissement convaincant (il ferait plus figure de témoignage de l'attachement communautaire véritablement profond liant les Aiguézois entre eux, cabras incluses).

#### Évolution démographique
L'évolution du nombre d'habitants est connue à travers les recensements de la population effectués dans la commune depuis 1793. Pour les communes de moins de 10 000 habitants, une enquête de recensement portant sur toute la population est réalisée tous les cinq ans, les populations de référence des années intermédiaires étant quant à elles estimées par interpolation ou extrapolation. Pour la commune, le premier recensement exhaustif entrant dans le cadre du nouveau dispositif a été réalisé en 2007.

En 2022, la commune comptait 212 habitants, en évolution de −0,93 % par rapport à 2016 (Gard : +2,97 %, France hors Mayotte : +2,11 %).
| 1793 | 1800 | 1806 | 1821 | 1831 | 1836 | 1841 | 1846 | 1851 |
| ---- | ---- | ---- | ---- | ---- | ---- | ---- | ---- | ---- |
| 410  | 411  | 496  | 714  | 553  | 545  | 523  | 493  | 486  |

| 1856 | 1861 | 1866 | 1872 | 1876 | 1881 | 1886 | 1891 | 1896 |
| ---- | ---- | ---- | ---- | ---- | ---- | ---- | ---- | ---- |
| 515  | 513  | 517  | 417  | 434  | 435  | 417  | 385  | 401  |

| 1901 | 1906 | 1911 | 1921 | 1926 | 1931 | 1936 | 1946 | 1954 |
| ---- | ---- | ---- | ---- | ---- | ---- | ---- | ---- | ---- |
| 354  | 352  | 301  | 235  | 223  | 222  | 189  | 175  | 165  |

| 1962 | 1968 | 1975 | 1982 | 1990 | 1999 | 2006 | 2007 | 2012 |
| ---- | ---- | ---- | ---- | ---- | ---- | ---- | ---- | ---- |
| 190  | 206  | 161  | 182  | 215  | 204  | 218  | 220  | 216  |

| 2017 | 2022 | - | - | - | - | - | - | - |
| ---- | ---- | - | - | - | - | - | - | - |
| 214  | 212  | - | - | - | - | - | - | - |

#### Pyramide des âges
La population de la commune est relativement âgée.
En 2018, le taux de personnes d'un âge inférieur à 30 ans s'élève à 23,4 %, soit en dessous de la moyenne départementale (32,6 %). À l'inverse, le taux de personnes d'âge supérieur à 60 ans est de 32,7 % la même année, alors qu'il est de 29,6 % au niveau départemental.
En 2018, la commune comptait 112 hommes pour 102 femmes, soit un taux de 52,34 % d'hommes, largement supérieur au taux départemental (48,18 %).
Les pyramides des âges de la commune et du département s'établissent comme suit.
| Hommes | Classe d’âge | Femmes |
| ------ | ------------ | ------ |
| 0,0    | 90 ou +      | 0,0    |
| 7,1    | 75-89 ans    | 8,8    |
| 22,3   | 60-74 ans    | 27,5   |
| 25,9   | 45-59 ans    | 21,6   |
| 20,5   | 30-44 ans    | 19,6   |
| 10,7   | 15-29 ans    | 11,8   |
| 13,4   | 0-14 ans     | 10,8   |

| Hommes | Classe d’âge | Femmes |
| ------ | ------------ | ------ |
| 0,9    | 90 ou +      | 2      |
| 8,3    | 75-89 ans    | 10,6   |
| 19,4   | 60-74 ans    | 19,9   |
| 20,4   | 45-59 ans    | 20,3   |
| 16,8   | 30-44 ans    | 17     |
| 16,4   | 15-29 ans    | 14,2   |
| 17,8   | 0-14 ans     | 15,8   |

## Économie

### Revenus
En 2018  (données Insee publiées en septembre 2021), la commune compte 88 ménages fiscaux, regroupant 178 personnes. La médiane du revenu disponible par unité de consommation est de 21 420 € (20 020 € dans le département).

### Emploi
|                | 2008   | 2013   | 2018  |
| -------------- | ------ | ------ | ----- |
| Commune        | 11,2 % | 11,1 % | 8,7 % |
| Département    | 10,6 % | 12 %   | 12 %  |
| France entière | 8,3 %  | 10 %   | 10 %  |

En 2018, la population âgée de 15 à 64 ans s'élève à 138 personnes, parmi lesquelles on compte 77,5 % d'actifs (68,8 % ayant un emploi et 8,7 % de chômeurs) et 22,5 % d'inactifs,. En  2018, le taux de chômage communal (au sens du recensement) des 15-64 ans est inférieur à celui de la France et du département, alors qu'en 2008 la situation était inverse.
La commune fait partie de la couronne de l'aire d'attraction de Pont-Saint-Esprit, du fait qu'au moins 15 % des actifs travaillent dans le pôle,. Elle compte 49 emplois en 2018, contre 48 en 2013 et 55 en 2008. Le nombre d'actifs ayant un emploi résidant dans la commune est de 97, soit un indicateur de concentration d'emploi de 50,7 % et un taux d'activité parmi les 15 ans ou plus de 58 %.
Sur ces 97 actifs de 15 ans ou plus ayant un emploi, 33 travaillent dans la commune, soit 34 % des habitants. Pour se rendre au travail, 75,3 % des habitants utilisent un véhicule personnel ou de fonction à quatre roues, 2,1 % les transports en commun, 7,2 % s'y rendent en deux-roues, à vélo ou à pied et 15,5 % n'ont pas besoin de transport (travail au domicile).

### Activités hors agriculture
33 établissements sont implantés  à Aiguèze au 31 décembre 2019. Le tableau ci-dessous en détaille le nombre par secteur d'activité et compare les ratios avec ceux du département,.
| Secteur d'activité                                                                                        | Commune | Commune | Département |
| Secteur d'activité                                                                                        | Nombre  | %       | %           |
| --- | ------- | ------- | ----------- |
| Ensemble                                                                                                  | 33      |         |             |
| Industrie manufacturière, industries extractives et autres                                                | 1       | 3 %     | (7,9 %)     |
| Construction                                                                                              | 5       | 15,2 %  | (15,5 %)    |
| Commerce de gros et de détail, transports, hébergement et restauration                                    | 18      | 54,5 %  | (30 %)      |
| Activités immobilières                                                                                    | 3       | 9,1 %   | (4,1 %)     |
| Activités spécialisées, scientifiques et techniques et activités de services administratifs et de soutien | 5       | 15,2 %  | (14,9 %)    |
| Autres activités de services                                                                              | 1       | 3 %     | (8,8 %)     |

Le secteur du commerce de gros et de détail, des transports, de l'hébergement et de la restauration est prépondérant sur la commune puisqu'il représente 54,5 % du nombre total d'établissements de la commune (18 sur les 33 entreprises implantées  à Aiguèze), contre 30 % au niveau départemental.

### Agriculture
La commune est dans les Garrigues, une petite région agricole occupant le centre du département du Gard. En 2020, l'orientation technico-économique de l'agriculture  sur la commune est la viticulture.
|               | 1988 | 2000 | 2010 | 2020 |
| ------------- | ---- | ---- | ---- | ---- |
| Exploitations | 25   | 15   | 11   | 14   |
| SAU (ha)      | 211  | 233  | 194  | 117  |

Le nombre d'exploitations agricoles en activité et ayant leur siège dans la commune est passé de 25 lors du recensement agricole de 1988  à 15 en 2000 puis à 11 en 2010 et enfin à 14 en 2020, soit une baisse de 44 % en 32 ans. Le même mouvement est observé à l'échelle du département qui a perdu pendant cette période 61 % de ses exploitations,. La surface agricole utilisée sur la commune a également diminué, passant de 211 ha en 1988 à 117 ha en 2020. Parallèlement la surface agricole utilisée moyenne reste stable à 8 ha.

## Culture locale et patrimoine

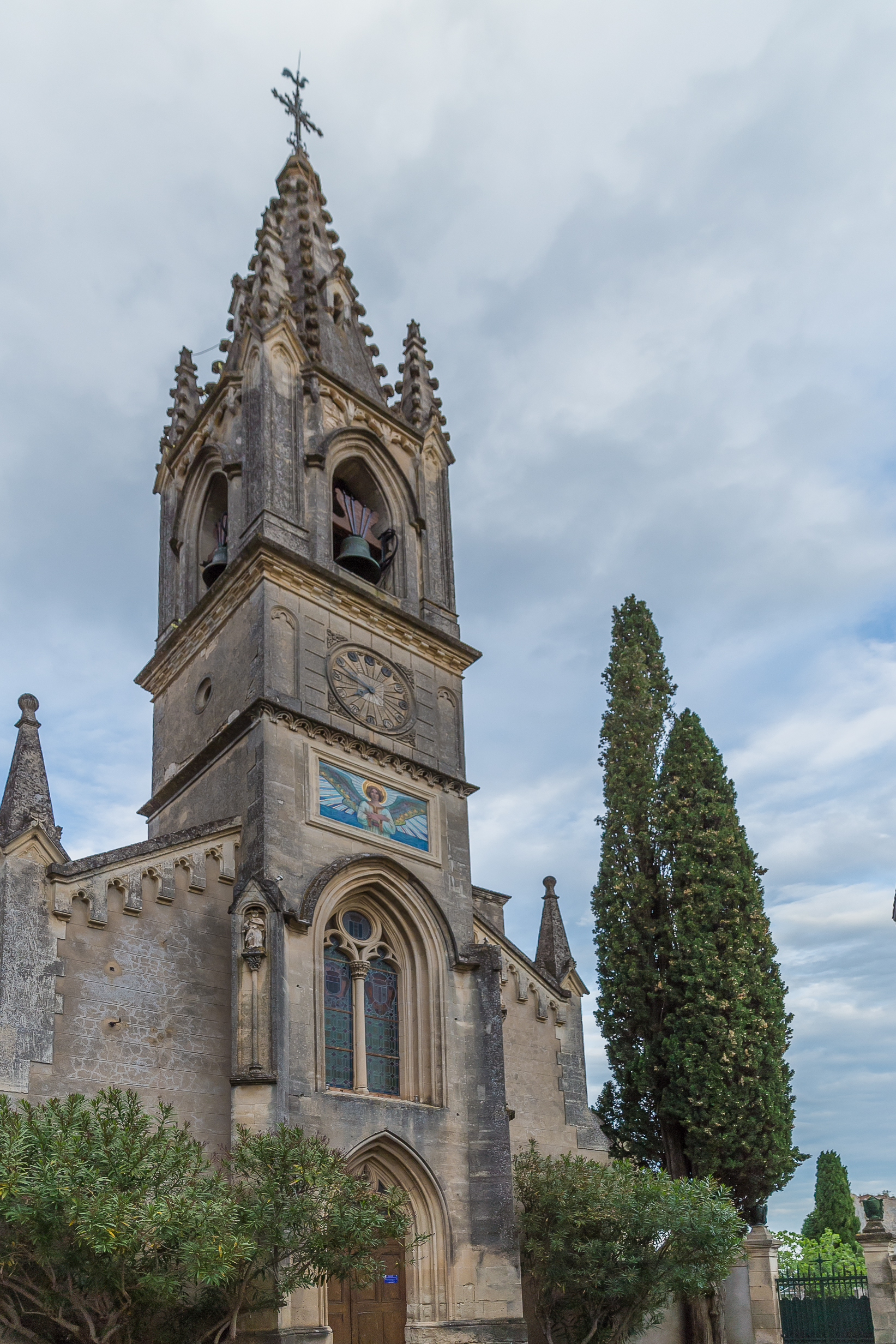
Église Saint-Roch.

### Lieux et monuments
Le village comporte plusieurs sites classés ou inscrits à l'inventaire des monuments historiques, à savoir :
- le château d'Aiguèze (VIIIe siècle) ;
- la maison Romanet. Ce n'est pas le château d'Aiguèze comme on l'entend souvent. Cette maison collée au presbytère est la maison de Joseph Romanet dans les années 1730. Elle a été transformée en château en 1910 ;
- en 1730, le baron et seigneur d'Aiguèze Joachim de Fayn de Rochepierre habite au château du Bousquet, sur l'autre rive. En 1779, tous ses biens passent au marquis de Vogué qui sera le dernier baron d'Aiguèze ;
- l'église Saint-Roch (XIe siècle). L'édifice a été inscrit au titre des monuments historiques en 1993[48] ;
- la chapelle de l'ancien hôpital fortifié d'Aiguèze ;
- la maladrerie des Templiers, à 15 km (XIe siècle) ;
- la grotte Chabot, qui renferme de nombreuses gravures pariétales solutréenes ;
- la grotte aux points ;
- le Dolmen du Pié de Mounié classé monument historique par arrêté en 1889[49] ;
- le menhir du Pié de Mounié ;
- le four communal de 1885, du quartier de la Roquette, construit pour les mineurs de phosphate et de potasse ;
- le pont suspendu sur l'Ardèche, ouvert à la circulation en 1905. Il relie Aiguèze à Saint-Martin-d'Ardèche (dans l'Ardèche)[50].

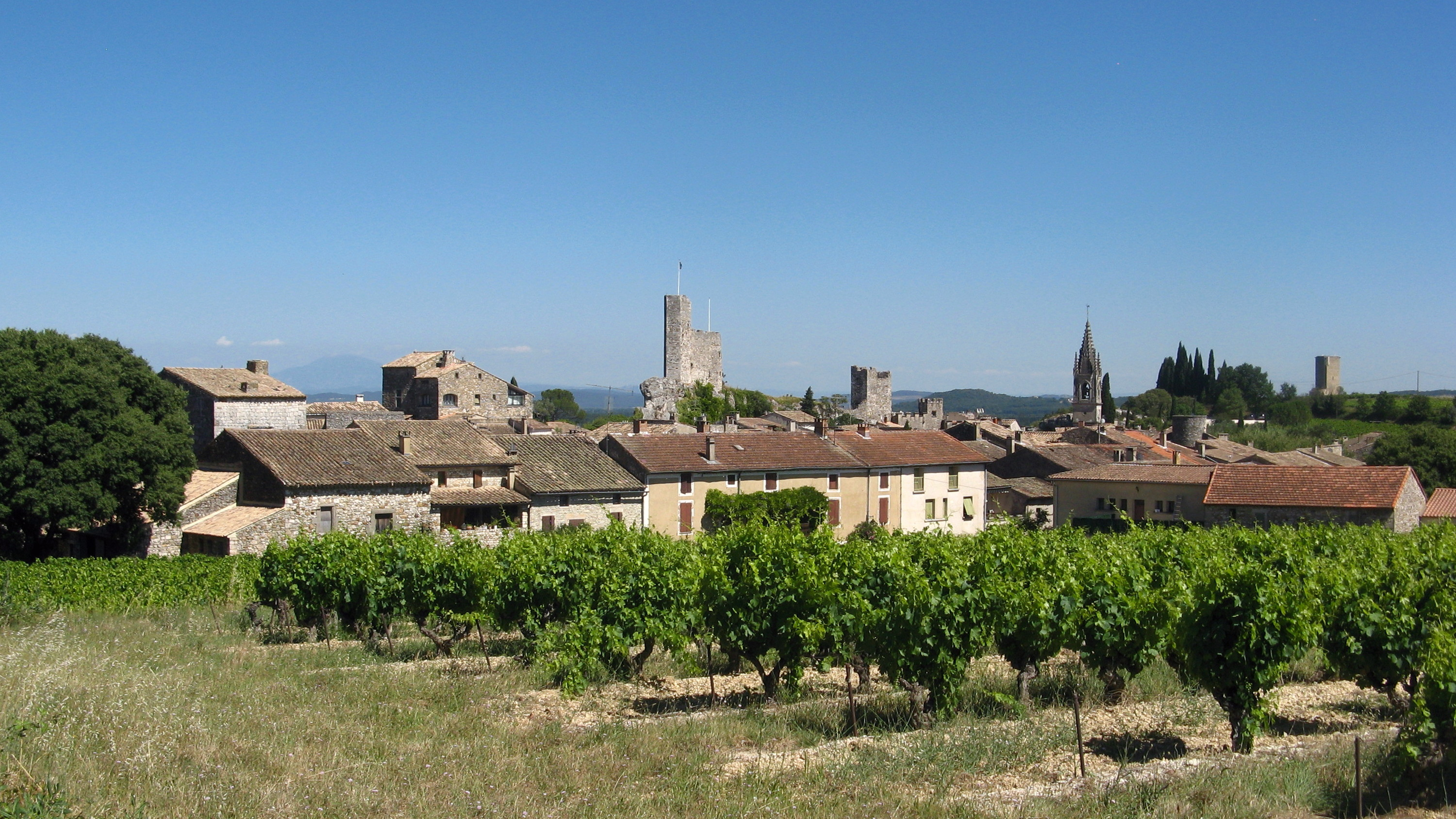
Vue d'ensemble.
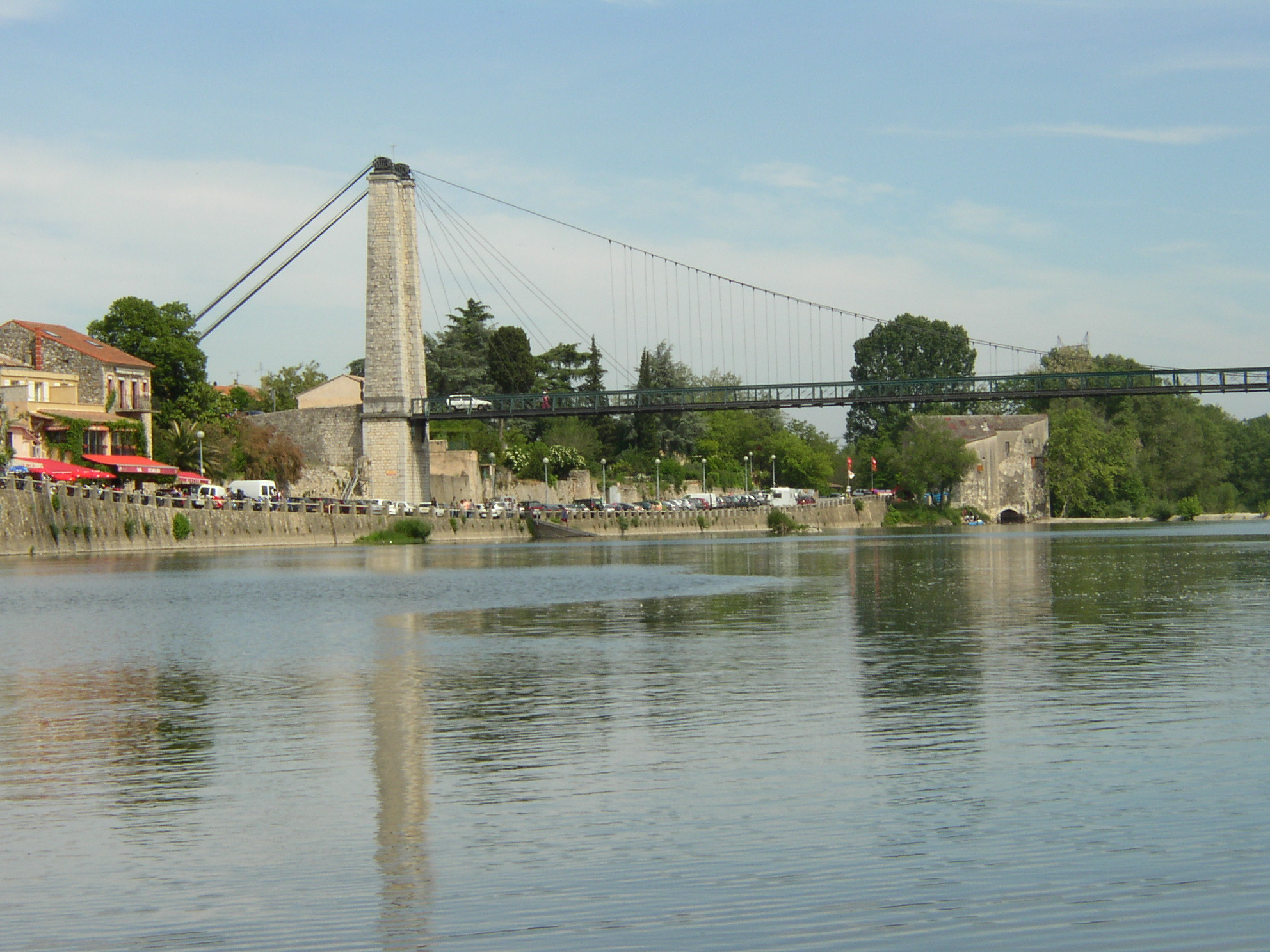
Pont suspendu reliant Saint-Martin-d'Ardèche à Aiguèze.
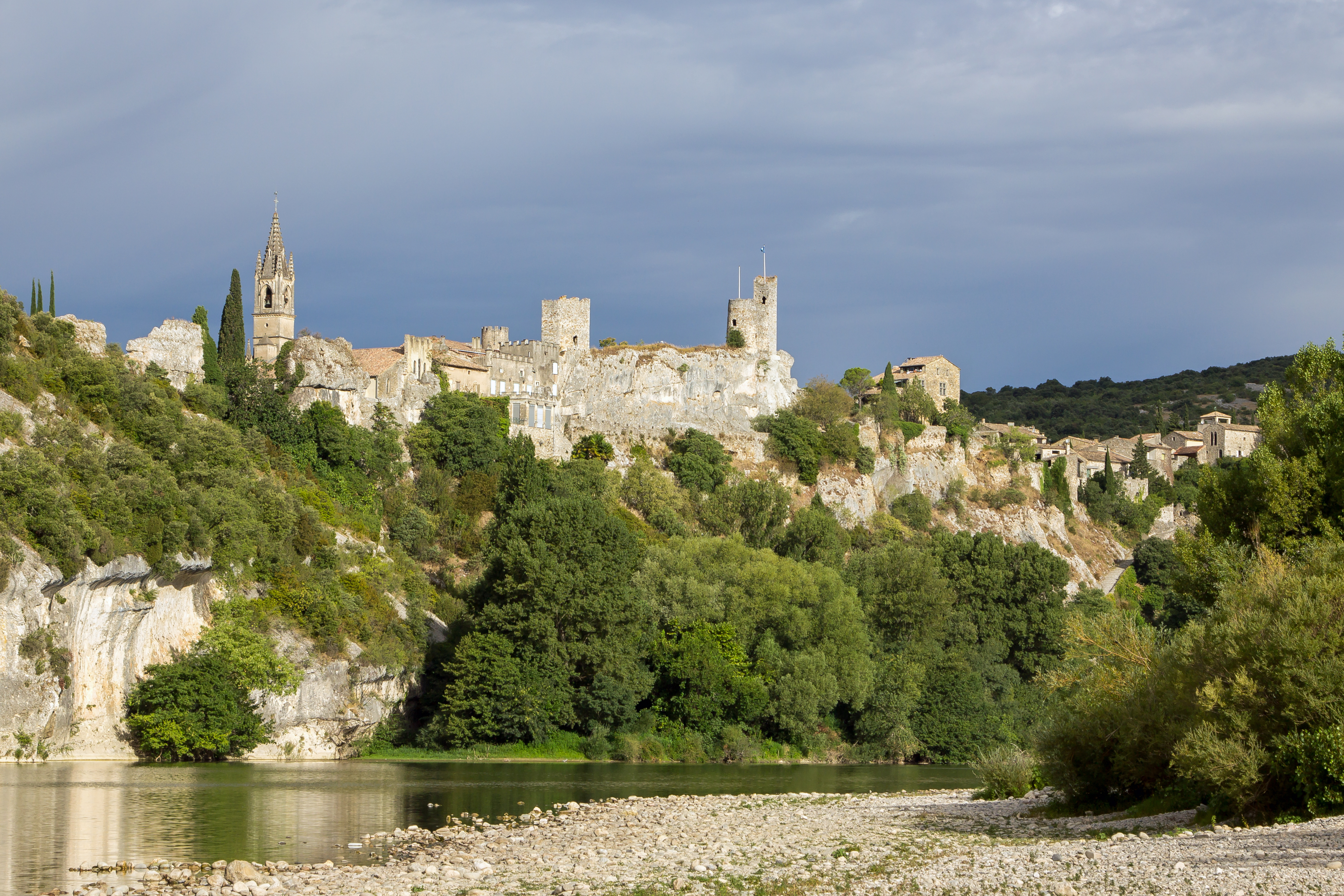
Château d'Aiguèze.
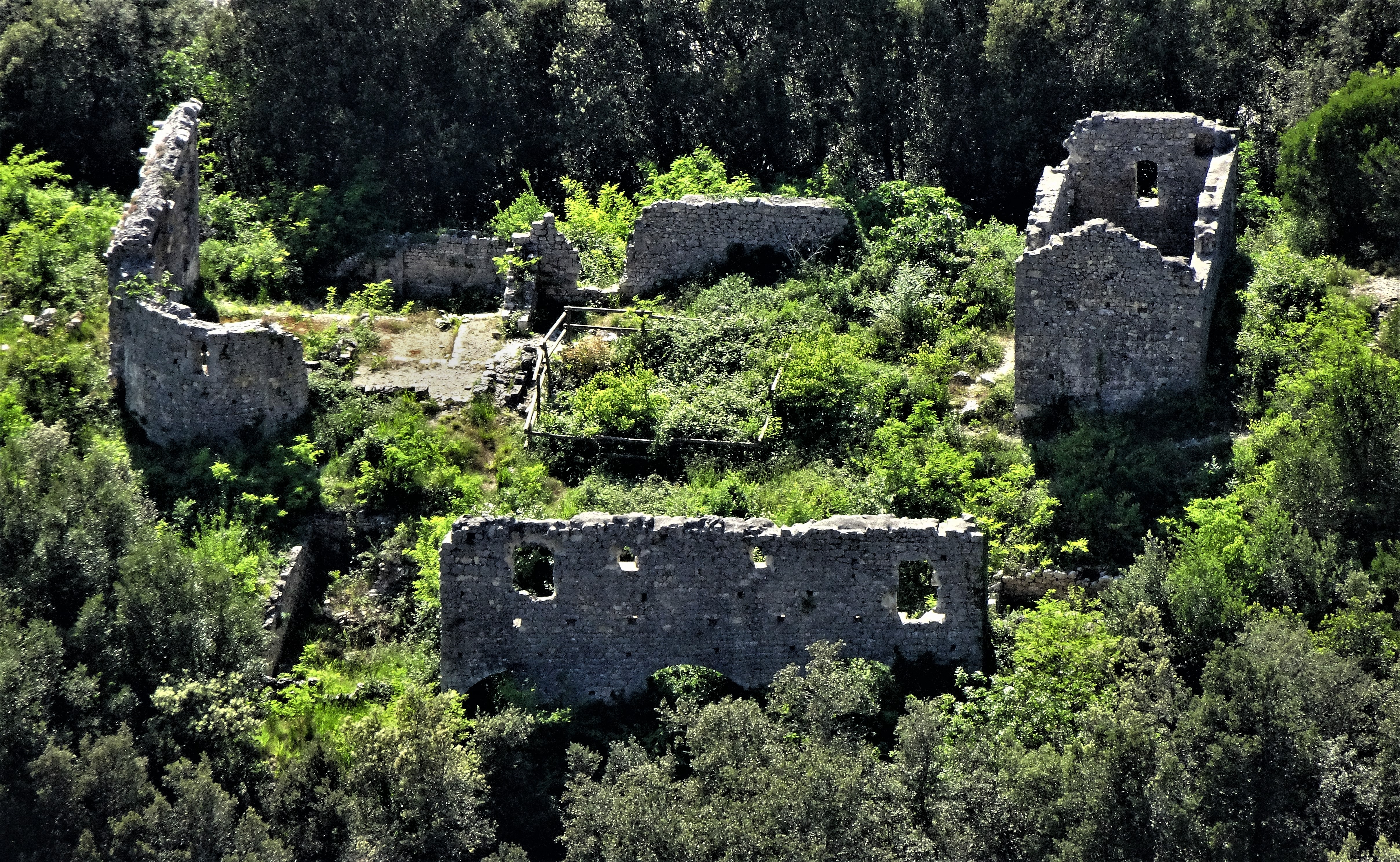
Maladrerie des Templiers.

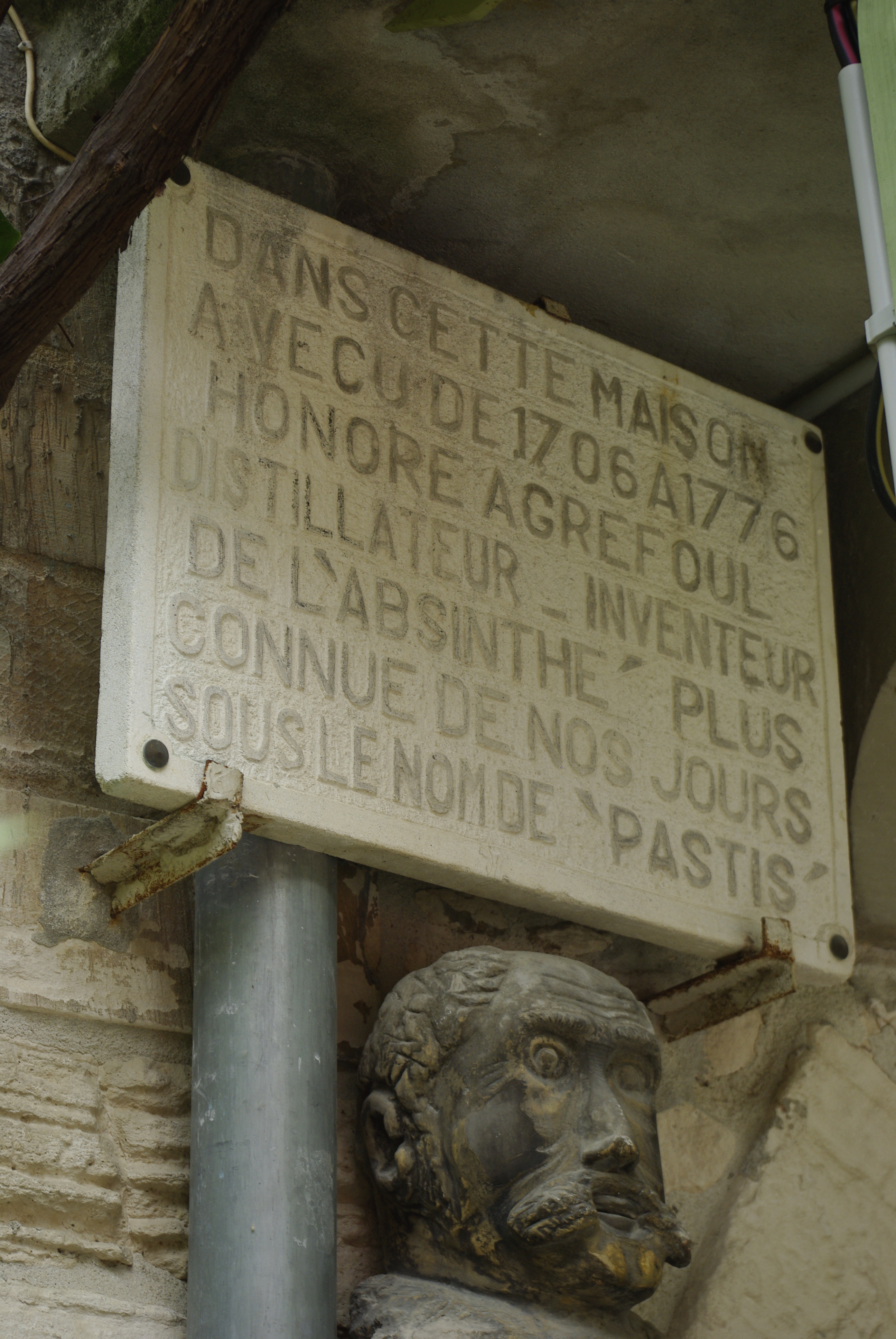
La plaque et la statue en l'honneur d'Honoré Agrefoul.

Sur l'ancienne place de la ville fortifiée, une plaque murale commémore le séjour entre 1706 et 1777 d'Honoré Agrefoul, inventeur supposé de l'absinthe et personnage fictif né de l'imagination d'un plaisantin d'Arles qui inaugura l'inscription en 1985 déguisé en François Mitterrand,. La plaque indique que, de nos jours, ce breuvage est appelé pastis, ce qui est une contre-vérité manifeste.
En 2005, Aiguèze est la première commune du Gard à adhérer à l'association propriétaire de la marque de certification Les Plus Beaux Villages de France. Le 8 juillet 2006, l’événement a été marqué par une grande fête médiévale costumée.[réf. nécessaire]

### Patrimoine environnemental
Le Sentier de grande randonnée 4 (GR4) Méditerranée-Océan traverse le village vers la garrigue, les bois de Ronze (dolmens, avens) et Orgnac-l'Aven. Des chemins de randonnée sont balisés.
Les gorges de l'Ardèche sont situées, pour leur moitié sud, sur le territoire d'Aiguèze. Le site paléolithique de Castel Viel surplombe l'Ardèche au milieu des gorges.

### Personnalités liées à la commune
- Frédéric Fuzet (1839-1915), prêtre puis évêque et archevêque. Bienfaiteur du village dont sa mère était native.

### Héraldique
| Blason d'Aiguèze | Les armes d'Aiguèze se blasonnent ainsi : D'azur au pal fuzelé d'argent et de sinople. |